# Mladen Bujas
Mladen Bujas (Šibenik, 1934. – Split, 7. srpnja 2012.), brigadir HV-a, visoki hrvatski vojni dužnosnik u Domovinskom ratu, organizator i koordinator obrane hrvatskog juga te splitski gradski vijećnik (kao član LS-s).
Rodio se 1934. godine u Šibeniku. U Šibeniku je završio gimnaziju, a 1950-ih je u Zagrebu završio Vojnu akademiju. Pripadnik je prve generacije pravnika diplomiranih na Pravnom fakultetu Splitu. Nakon završenog fakulteta posao je dobio u Splitu kao referent pravne službe građevinskog odjela Vojno pomorske oblasti (VPO). Bujas je dok je bio u JNA odnosno JRM podupirao hrvatsko proljeće. Zbog tog je političkog stava imao poteškoća te je bio isključen iz Saveza komunista.
1978. je magistrirao pravo mora na Pravnom fakultetu u Zagrebu.
Uoči velikosrpske agresije na Hrvatsku, bio je dio ljudstva koje se angažiralo na stvaranju Hrvatske vojske na hrvatskom jugu, pri čemu mu pripadaju velike zasluge za ustroj Hrvatske vojske.
Bio je ključni koordinator obrambenih aktivnosti za cijelo to područje hrvatskog juga i velike mu zasluge pripadaju u pripremi za obranu. Još ljeti 1990. godine bio je ključni koordinator i organizator obrambenih aktivnosti za Hrvatsku od Paga do Cavtata.
Za vrijeme izbijanja agresije na Hrvatsku, obnašao je dužnost sekretara splitskog Sekretarijata za obranu. U tom je razdoblju bio ključna osoba u obrani Splita. 14. travnja 1991. godine organizirao je prvi sastavak o formiranju ZNG-a u Dalmaciji.
Još dok su borbe izgledale daleke, Mladen Bujas je konzultirao se sa stručnjacima da bi se riješilo probleme premoći koju je imala ratna luka JRM u Splitu Lora. Namjeravao je prisiliti JRM nečim neka im brodovlje ostane neutralizirano time da ne može isploviti iz Lore, primjerice da se neki veći brod koji je ionako trebao biti izrezan u staro željezo bude dotegljen ispred Lore te potopljen ispred nje. Svibnja i lipnja 1991. pristupilo se pripremama za tu akciju. Naposljetku je more minirano zaplijenjenim arsenalom podvodnih mina iz skladišta u uvali Tatinja.
Jedan je od osnivača 4. gardijske brigade.
Obnašao je dužnost splitskog gradskog vijećnika. Dobitnik je nagrade Grada Splita za životno djelo 2001. godine. Nositelj je Spomenice Domovinskog rata. Predsjedavao je Zajednicom udruga Hrvatskih vitezova ratnih veterana 90. – 91.
Umirovio se u činu brigadira.
Pokopan je u Splitu.